# Prognos (Satellit)

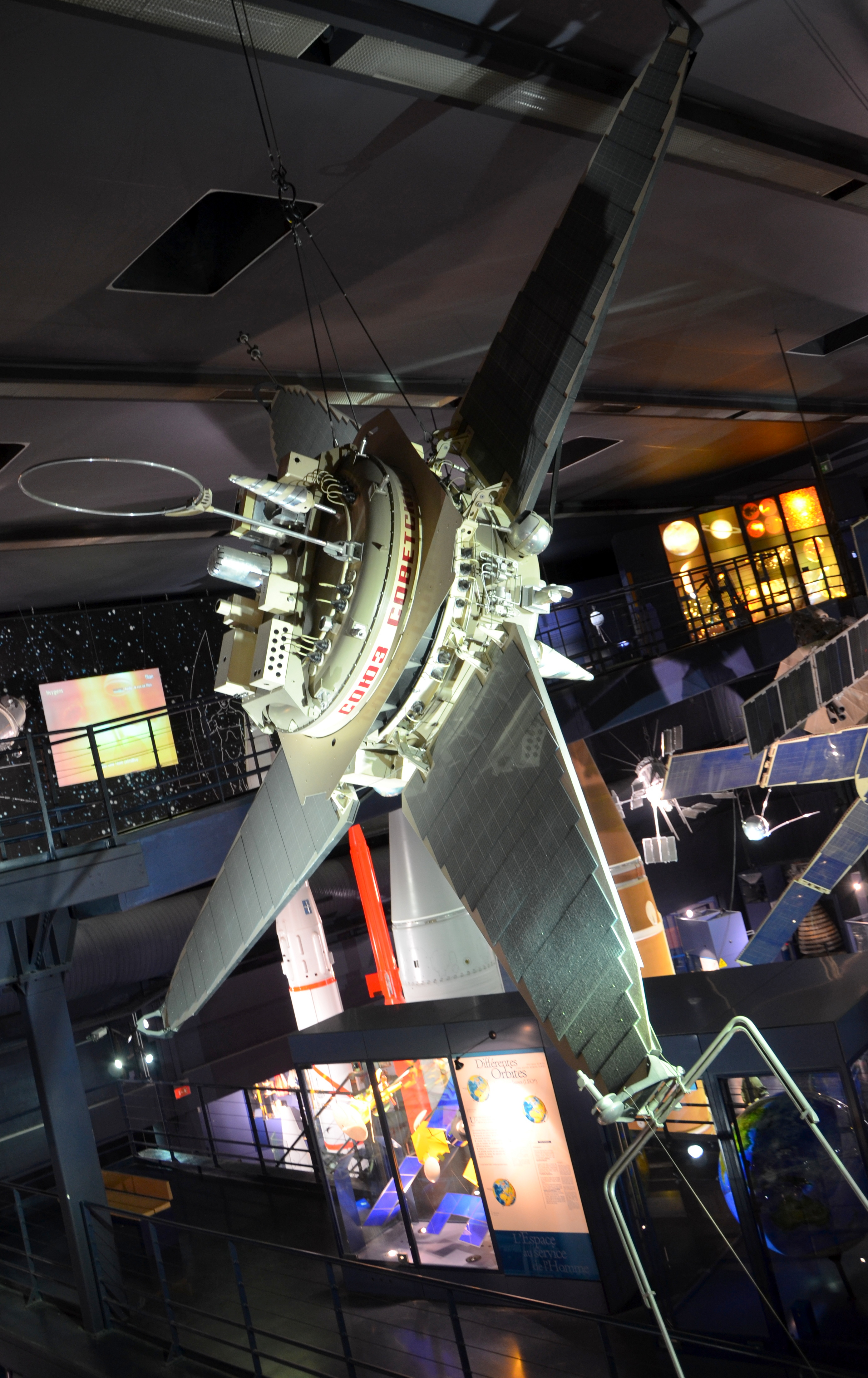
Modell von Prognos 2 im Musée de l’air et de l’espace

Prognos (russisch Прогноз) ist der Name eines sowjetischen wissenschaftlichen Satellitenprogramms. Es bestand aus zehn Satelliten, die zwischen 1972 und 1985 mit Molnija-M-Trägerraketen vom Startkomplex 31/6 des Kosmodroms Baikonur gestartet wurden.
Die Satelliten wurden von Lawotschkin gebaut und hatten die Herstellerbezeichnung SO-M. Sie haben eine zylindrische Form von etwa 2 m Durchmesser und einer Höhe von 0,925 m, wobei die wissenschaftlichen Instrumente an der Oberfläche des Zylinders angebaut sind. Die Energieversorgung erfolgt durch vier dreieckige Solarzellenflächen von 6 m Spannweite, die während des Starts nach oben zusammengefaltet sind. Die Lageregelung erfolgt durch Sonnensensoren und Stickstoff-Druckgasdüsen.
Vorrangig dienten die Satelliten der Untersuchung der Sonne. Die letzten Satelliten dienten darüber hinaus zur Untersuchung der Erdmagnetosphäre und zur Überprüfung der Urknalltheorie. Der zehnte und letzte Satellit startete im Rahmen des Interkosmos-Programms. Nachfolger wurden zwei Satelliten, die als Prognos-M bzw. Interbol bezeichnet wurden.

## Übersicht über die einzelnen Satelliten
| Bezeichnung | Startdatum (UTC)          | Masse   | Erdferne  | Erdnähe | Bahnneigung | Mission | Bemerkungen |
| ----------- | ------------------------- | ------- | --------- | ------- | ----------- | --- | --- |
| Prognos 1   | 14. April 1972, 00:54     | 845 kg  | 199667 km | 1005 km | 65°         | Untersuchung der Sonnenaktivität                                                                                  | |
| Prognos 2   | 29. Juni 1972, 03:47      | 845 kg  | 201804 km | 512 km  | 65,3°       | Untersuchung der Sonnenaktivität                                                                                  | Als Nutzlast war unter anderem das französisch-russische SIGNE 1 (Solar International Gamma-Ray and Neutron Experiments) Experiment zur Untersuchung von solarer und kosmischer Gammastrahlung an Bord. SIGNE 1 bestand aus einem Stilben Szintillator mit 38,1 mm Durchmesser und 38,1 mm Höhe, welcher durch einen Antikoinzidenz-Szintillator aus Plastik abgeschirmt wurde. Er hatte auch Messbereiche von 0,4–0,7 MeV, 0,7–1,0 MeV, 1–1,6 MeV, 1,6–2,4 MeV, 2,4–2,9 MeV, 2,9–3,9 MeV, 3,9–8,1 MeV und 8,1–11,8 MeV. Die Impulse wurden über 41 oder 160 Sekunden aufsummiert. Die effektive Detektorfläche betrug 17,1 cm2. |
| Prognos 3   | 15. Februar 1973, 01:11   | 845 kg  | 199442 km | 896 km  | 65°         | Untersuchung der Sonnenaktivität                                                                                  | |
| Prognos 4   | 22. Dezember 1975, 02:08  | 905 kg  | 199000 km | 634 km  | 65°         | Untersuchung der Sonnenstrahlung und der Erdmagnetosphäre                                                         | |
| Prognos 5   | 25. November 1976, 03:59  | 930 kg  | 198560 km | 777 km  | 65,2°       | Untersuchung der Sonnenstrahlung und der Erdmagnetosphäre                                                         | |
| Prognos 6   | 22. September 1977, 00:51 | 910 kg  | 196379 km | 1850 km | 74,4°       | Untersuchung der Sonnenstrahlung und der Erdmagnetosphäre                                                         | Prognos 6 trug das SIGNE II MP Experiment mit drei Sensoren darunter einem Detektor aus einem 4,5 × 3,7 cm großen NaI(Tl)-Kristall für Gammastrahlungsausbrüche. |
| Prognos 7   | 30. Oktober 1978, 05:23   | 950 kg  | 202627 km | 472 km  | 64,9°       | Untersuchung der Sonnenstrahlung und der Erdmagnetosphäre UV-, Röntgenstrahlung- und Gammastrahlen-Astronomie     | hatte Experimente aus der ČSSR, Frankreich, Ungarn und Schweden an Bord. Darunter trug es ein SIGNE II Experiment mit einem Detektor aus einem 4,5 × 3,7 cm großen NaI(Tl)-Kristall für Gammastrahlungsausbrüche, wobei auf Venera 11 und Venera 12 gleichartige Detektoren zur Richtungsbestimmung installiert waren. |
| Prognos 8   | 25. Dezember 1980, 04:02  | 910 kg  | 197364 km | 978 km  | 65,8°       | Untersuchung der Sonnenstrahlung und der Erdmagnetosphäre                                                         | hatte Experimente aus der ČSSR, Polen und Schweden an Bord |
| Prognos 9   | 1. Juli 1983, 12:17       | 1060 kg | 720000 km | 380 km  | 1,3°        | Untersuchung der Sonnenstrahlung, Erdmagnetosphäre, kosmischer Strahlung, des Solarplasmas und von Gammastrahlung | hatte Experimente aus der ČSSR und Frankreich an Bord |
| Prognos 10  | 26. April 1985, 05:48     | 1000 kg | 194734 km | 5975 km | 76,8°       | Untersuchung des Sonnenwindes und der Erdmagnetosphäre                                                            | auch Interkosmos 23, hatte Experimente aus der ČSSR an Bord |